# Сільмаш (стадіон, Львів)
Сільмаш — стадіон у Львові, збудований у 1929–1934 рр. як домашня арена РКС (Львів), а від кінця 1940-х — стадіон заводу   «Львівсільмаш».

## Розташування
Розташований у колишньому промисловому районі Богданівка, в західній частині міста. Має два входи: головний з боку вулиць Народної та Сулими, другий — з вул. Любінської. Збудований у 1929–1934 рр. для Робітничого спортивного клубу (пол. Robotniczy Klub Sportowy — RKS). З кінця 1940-х рр. — стадіон заводу «Львівсільмаш». Сьогодні перебуває в занедбаному стані.

## Історія
Наприкінці 1920-х років землю під стадіон у місцевості Богданівка хотіли отримати різні клуби. Спочатку магістрат Львова виділив цю ділянку заможнішому клубу «Лехія», але після протестів депутатів міської ради з лівими поглядами влада передала землю спортсменам-робітникам — клубові РКС (Робітничого клуб спортивний). Зведення стадіону клуб проводив самотужки на кошти пожертв, оскільки жодних державних дотацій не мав. Завершено будівництво 1934 р. та встановлено трибуни, закуплені у міста після проведення у Львові матчу Польща — Румунія.
1935 року РКС переміг на цьому стадіоні у робітничому чемпіонаті Польщі.
Тогочасний спортивний об'єкт складався з основного і тренувального (тут змагалися «дикі», тобто дворові команди) футбольних полів, майданчиків для гри у волейбол, баскетбол та гандбол. Основне футбольне поле оточували легкоатлетичні доріжки з похилими гаражами, що використовувались також велосипедистами (заколесниками). Стадіоном РКС користувалися й інші клуби: професійна спілка залізничників (пол. Związek Zawodowy Kolejarzy (ZZK)), український ремісничий клуб «Зоря». Надзвичайно дбайливим господарем об'єкта був Ян Пінецький.
У повоєнний час цим спортивним об'єктом заопікувався завод «Сільмаш», який спеціалізувався на виробництві сільськогосподарської техніки. Завод розширив стадіон, довівши кількість глядацьких місць до 10 тисяч. У 1950-х — на початку 1960-х рр. тут грала футбольна команда «Сільмаш» — попередник нинішніх «Карпат».
Стадіон «Сільмаш» приймав у 1976 р. футбольний турнір XIV Всесоюзної спартакіади школярів. Тоді у складі своїх команд грали знані згодом майстри: Валдіс Юркус, Іварс Інтенбергс, Ашот Саакян, Ашот Хачатрян, Вагіз Хідіятулін, Валерій Глушаков, Віктор Каплун, Валентин Крячко, Анатолій Саулевич, Ярослав Думанський. На початку 1990-х рр.на цьому стадіоні розпочинав виступи ФК «Львів», який згодом вийшов до першої ліги.
На стадіоні практикували й інші видів спорту. На зламі 1960-х рр. сюди зі стадіону СКА перейшли спідвеїсти, для потреб яких облаштували легкоатлетичні доріжки. Неодноразовим переможцем ставав тоді Сергій Лятосинський. У середині 1990-х рр. тут почала діяти регбійна школа «Євко», яка здобула кілька європейських трофеїв. Окремі матчі чемпіонату України проводив тут львівський «Сокіл».
У середині 1990-х років футбольне поле було видовжене до 110 м (для потреб регбі). Ширина поля залишилася незмінною (52 м). Поле оточене легкоатлетичними доріжками з жужільним покриттям. З трьох боків — півдня, півночі і заходу — його оточували трибуни з 10 рядів, розраховані на 10 тис. уболівальників (залишки трибун збереглися до сьогодні). На західній частині території розміщені ґрунтові майданчики для ігрових видів спорту — волейболу, баскетболу і гандболу. За південною трибуною знаходилося мале тренувальне поле з ґрунтовим покриттям. Трибуну розділяє двоповерхова мурована споруда адміністративного і службового призначення.
Від первісного спортивного об'єкта РКС залишилися трав'яне футбольне поле, легкоатлетичні доріжки, фрагменти ігрових майданчиків, огорожі та трибун. Двоповерхова мурована адміністративна споруда повністю зруйнована. На початку 2000-х рр. стадіон занепав. Зараз перебуває у незадовільному стані. Змагання проводять тільки на футбольному полі.